# Heaven Can Wait (bài hát của Michael Jackson)
"Heaven Can Wait" là ca khúc do Michael Jackson, Teddy Riley, Andreao Heard, Nate Smith, Teron Beal, Eritza Laues và K. Quiller sáng tác. Ca khúc vốn được Michael Jackson phát hành trong album phòng thu năm 2001 Invincible. Bài hát cũng được BLACKstreet thể hiện lại.

## Bảng xếp hạng
| Bảng xếp hạng (2002)   | Vị trí cao nhất |
| ---------------------- | --------------- |
| U.S. R&B/Hip-Hop Songs | 72              |